# Ljubav je svuda
Ljubav je svuda (srbskou cyrilicí Љубав је свуда, česky Láska je všude) je píseň prezentována bývalou srbskou dívčí skupinou Moje 3, která se skládá z Mirny Radulović (Мирна Радуловић), Neveny Božović (Невена Божовић) a Sary Jovanović (Сара Јовановић). Singl reprezentoval Srbsko na Eurovision Song Contest 2013. Píseň byla složena a produkována Sašou Miloševićem Marem s textem Mariny Tucaković.
Píseň vystoupila jako poslední v semifinále, které se konalo 14. května 2013 v Malmö Areně. Dívčí skupina se s písní do finále nekvalifikovala a umístila se jedenáctá.
Bylo oznámeno, že Moje 3 by mohli představit propagační verze singlu Ljubav je svuda i v jiných jazycích. Také vystoupili na populárním koncertě Eurovision In Concert v Amsterdamu 13. dubna 2013.

## Seznam písní

### Digitální stažení
Obsahovalo:
| Pořadí         | Název           | Délka |
| -------------- | --------------- | ----- |
| 1.             | Ljubav je svuda | 6:03  |
| Celková délka: | Celková délka:  | 6:03  |

### Promoční disk Moje 3
1. "Love Is All Around Us (Pop rocková Verze)" – 3:33
2. "Love Is All Around Us (Balada)" – 3:48
3. "Ljubav je svuda (Pop rocková Verze)" – 3:33
4. "Ljubav je svuda (Instrumental)" – 3:47
5. "Love Is All Around Us" – 3:06
6. "Ljubav je svuda" – 3:06
7. "Love Is All Around Us (Karaoke Verze)" – 03:29
8. "Ljubav je svuda (Karaoke Verze)" – 03:29

## Historie vydání
| Stát   | Datum          | Formát            | Vydavatel |
| ------ | -------------- | ----------------- | --------- |
| Srbsko | 2. březen 2013 | Digitální stažení | PGP-RTS   |